# Колишній Краківський готель (Львів)
Будівля колишнього готелю «Краківський» розташована на площі Соборній, 7 у Львові. Бічний фасад простягається вздовж вулиці Пекарської, 1. Будівля внесена до Реєстру пам'яток архітектури місцевого значення під охоронним № 1363-м. Одночасно з будівлею готелю були збудовані будинки під № 1-а, 1-б, 1-ц на вулиці Пекарській, спроєктовані Міхалом Лужецьким 1913 року в стилі раціонального модерну для «Товариства взаємодопомоги державних урядовців», що внесені до Реєстру пам'яток архітектури місцевого значення під охоронними № 656-м (будинок № 1а) та № 1648-м (будинок № 1б).

## Історія

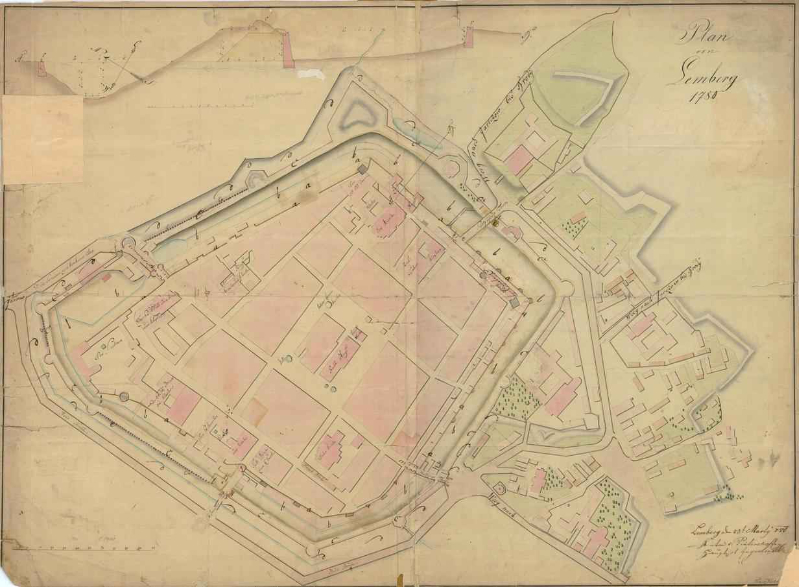
На мапі Франца д'Ертеля 1780 року праворуч позначено початок вулиці Пекарської та забудову на ній

Забудова парцелі на мапі 1844 року

Готель «Краківський» (№ 62) на мапі Львова 1900 року

Ще з часів формування міських фортифікацій у XIV столітті виникла дорога, що вела від східного прясла оборонних мурів в напрямку Волоської дороги, по якій до міста надходила значна частина східних товарів. 1544 року вперше згадано дорогу Темрічівську (майбутня вулиця Пекарська), що вела від неї до підміської оселі Волі Кампіанівської. У XVII столітті з формуванням зовнішньої лінії оборони міста були остаточно сформовані площа перед монастирем бернардинців і траса проходження початкової частини вулиці Пекарської вздовж південної сторони великого бастіону. Тоді було розпарцельовано ґрунти на даній ділянці. На XVIII століття була сформована рядова забудова від фортифікацій монастиря бернардинців до вулиці Пекарської, яка зафіксована на картах межі XVIII—XIX століть. Імовірно, що тоді на доволі великій кутовій парцелі існував заїзд чи корчма. У XIX ст. тут знаходились заїзди «Під Оленем», згодом «Ковальський». На літографії Карела Ауера 1846 року поряд з Генеральною командою видніється двоповерховий будинок з бароковим фронтоном.     
У 2-й половині XIX століття на двох крайніх парцелах було збудовано наріжну триповерхову будівлю готелю «Краківський» з 5 вікнами по фасаду і поряд двоповерховий чотиривіконний будинок, що межував з будівлею військової Генеральної команди. За чільною будівлею від площі вздовж парцелі простягались з двох сторін офіцини, господарські будівлі, стайні. Варто зауважити, що з протилежного боку вулиці був збудований готель «Метрополь» (вул. Пекарська, 2), а за Генеральною командою «Варшавський» (пл. Соборна, 5). Для утримання заїзду необхідно було отримати дозвіл магістрату, для чого необхідно було надати параметри подвір'я, огородження, плани чільних кам'яниць, офіцин, господарських споруд. Завдяки довгому бічному фасаду на вулиці Пекарської розміщувався в'їзд, де розташовувались стайні, возівні, конструкція яких регламентувалась. Найбільша увага приділялась розташуванню гноярок.    
На початку XX століття будівлі перейшли у власність Товариства взаємодопомоги державних урядовців. До 1914 року тут діяла дирекція Товариства для розвою руської штуки. У 1910 році оголосили конкурс на проєкт будівництва на великій кутовій парцелі будівель готелю, адміністративного корпусу, прибуткового будинку. На нього були представлені проєкти Генрика Заремби і Рудольфа Мацури (1 премія); Леопольда Карасінського і Леопольда Райсса (2 місце); Франциска Мончинського і Тадеуша Стриєнського; Фердинанда Ліблінга. На основі проєкту Заремби і Мацури, що зайняв 1 місце, було розроблено проєкт готелю архітектором Михайлом Лужецьким. На час будівництва це був один з найбільших і модерних готелів міста, у якому стилістика сецесії поєднала риси ренесансу, готики. У фасаді будівлі застосували популярні у архітектурі Львова 1900-х років високі ренесансні аттики, готичні аркади-вітрини першого поверху, наріжну лоджію. Велику увагу надали плануванню поверхів, дизайну інтер'єрів номерів, загальних приміщень. Їх розробляли під керівництвом одного з провідних творців львівської сецесії Мар'яна Казимира Ольшевського група архітекторів творчого об'єднання «Зеспул». Вони розробляли комплексно для приміщень набори меблів, систему освітлення, розписи, картини, гобелени, вітражі. 
П'ятиповерховий готель був завершений напередодні початку першої світової війни і не встиг набути популярності у австрійському Львові. Він існував у міжвоєнний період, другу світову війну. У повоєнний період за радянської доби готель був закритий, а у будівлі розмістили Апеляційний суд Львівської області, Львівський науково-дослідницький інститут судових медичних експертиз, обласну прокуратуру, переведену згодом в інше приміщення. Будівля зазнала перебудови, через що більшість декору, умеблювання було знищено. Первісний декор частково зберігся у фоє, сходовій клітці, виконаних за проєктом Веслава Ґжимальського, який виконав також проєкти втрачених трикімнатних номерів, вивісок, декоративних розписів, ресторану (спільно з Мар'яном Осінським). На сходовій клітці вціліли вітражі з стилізованими народними мотивами за ескізами Генрика Узембло, виконані краківською фабрикою Станіслава Ґабріеля Желенського. 
Адміністративний корпус збудували на фундаментах давнішої будівлі 1881 року і у міжвоєнний період використовувався торговим домом «Фармація». Будівлю 1938 року реконструювали за проєктом К. Дудека. Він та чотириповерховий прибутковий будинок були надбудовані у повоєнний час й пристосовані під технікум нафтової промисловості, від 1957 року — Львівський будівельний технікум. При надбудові було втрачено давнє завершення будівлі. На фасаді залишились барельєфи з первісного оздоблення, що були присвячені сільському господарству, промисловості, морській торгівлі, гірничій справі.

## Галерея

Площа Соборна і старий готель Краківський (1880-і роки)
Старий готель Краківський (1890-і роки)
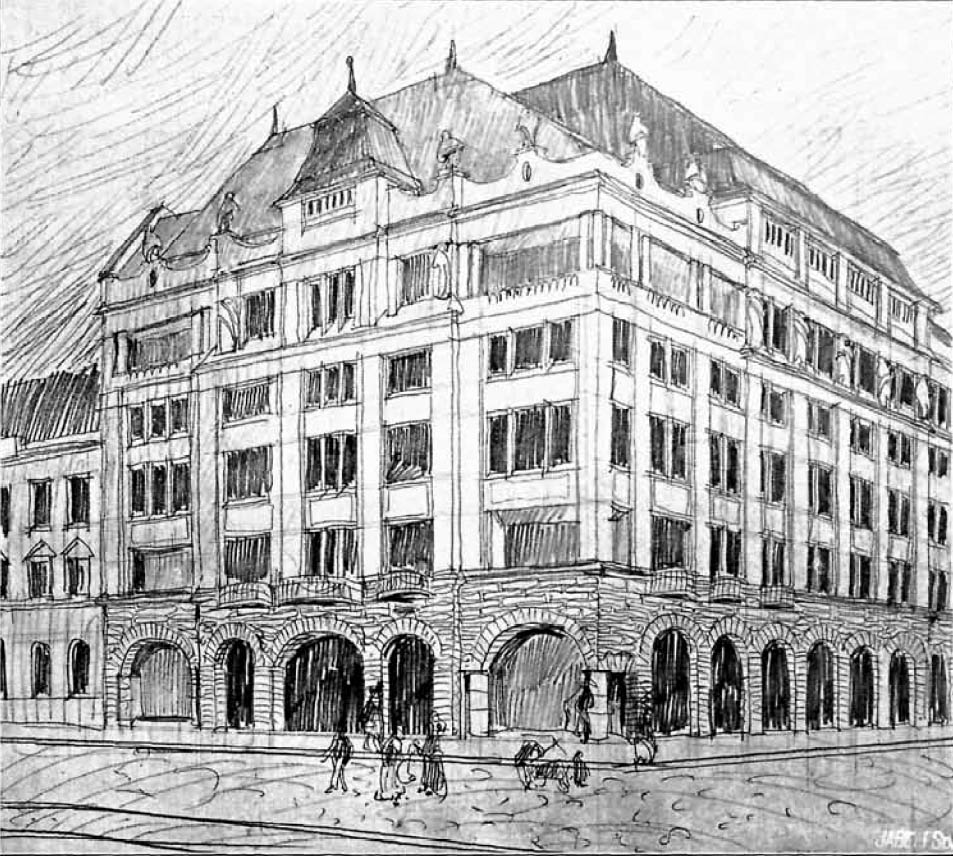
Готель (спільний проєкт Г. Заремби, Р. Мацури, 1911)
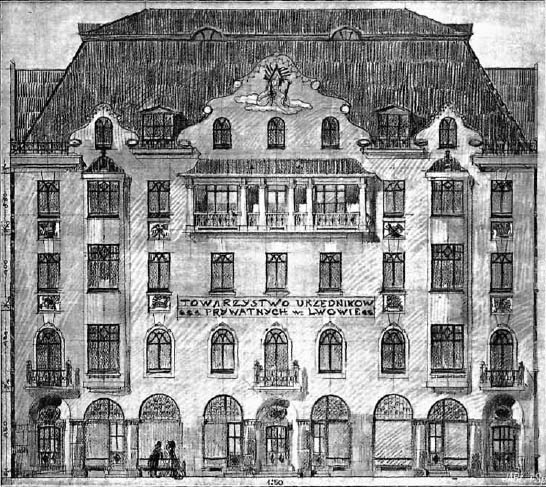
Готель (спільний проєкт Ф. Мончинського, Т. Стриєнського, 1911)
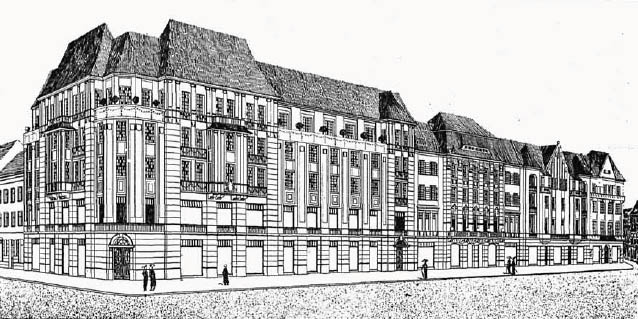
Комплекс будівель (проєкт Ф. Ліблінга, 1911)
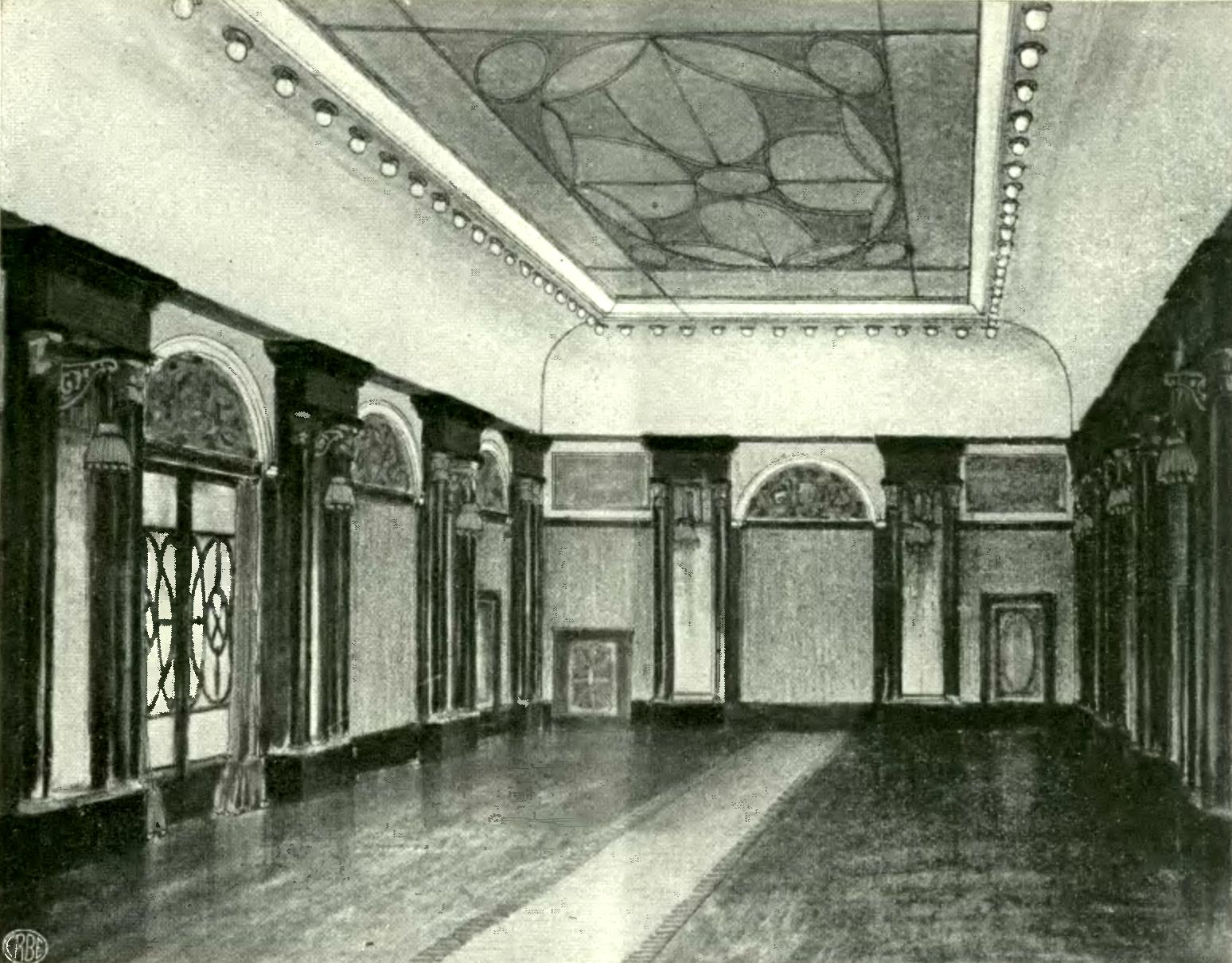
Зала ресторану (проєкт М. Осінського, 1913)
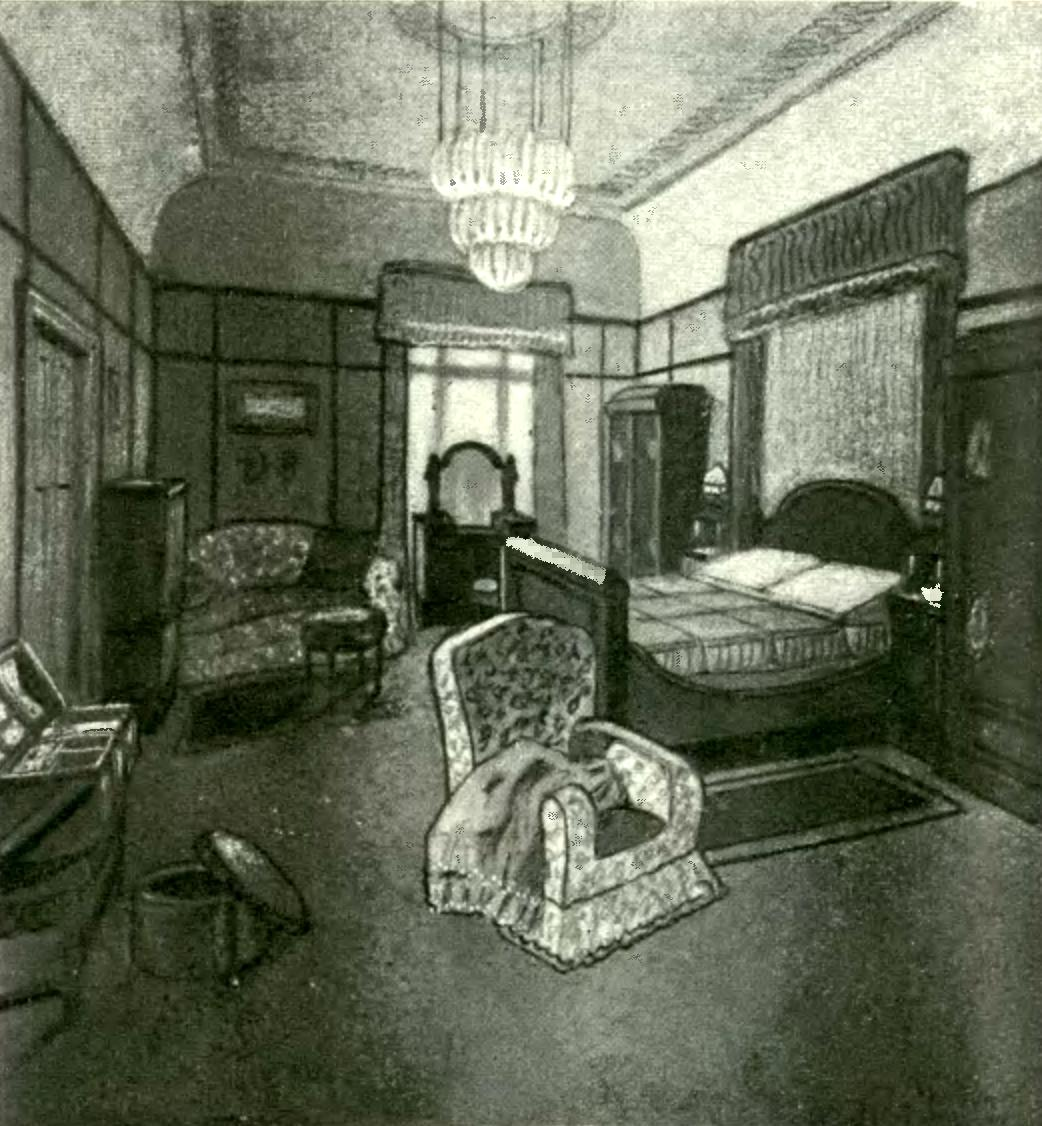
Готельний номер (проєкт М. Осінського, 1913)
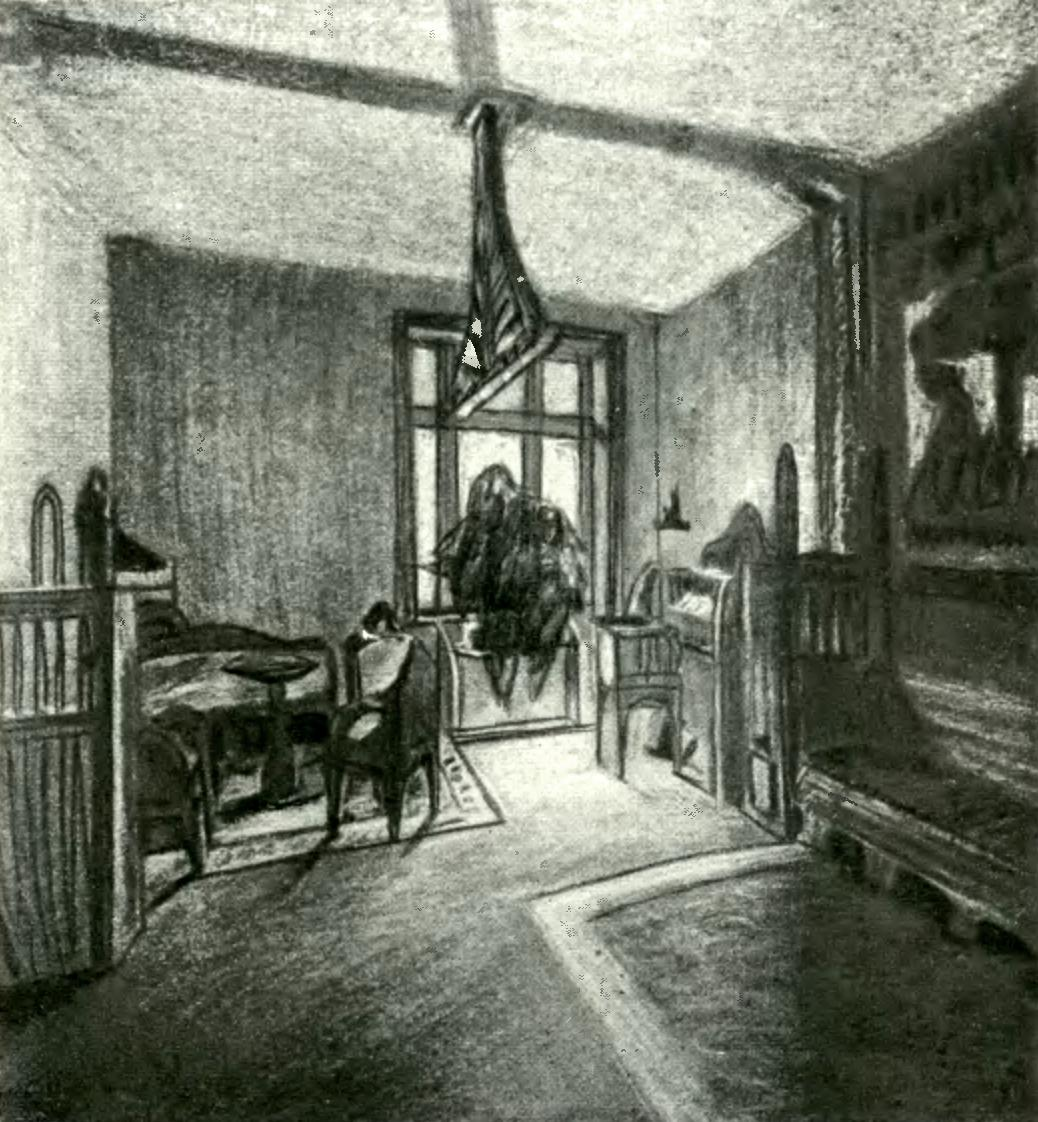
Готельний номер (проєкт В. Гжимальського, 1913)
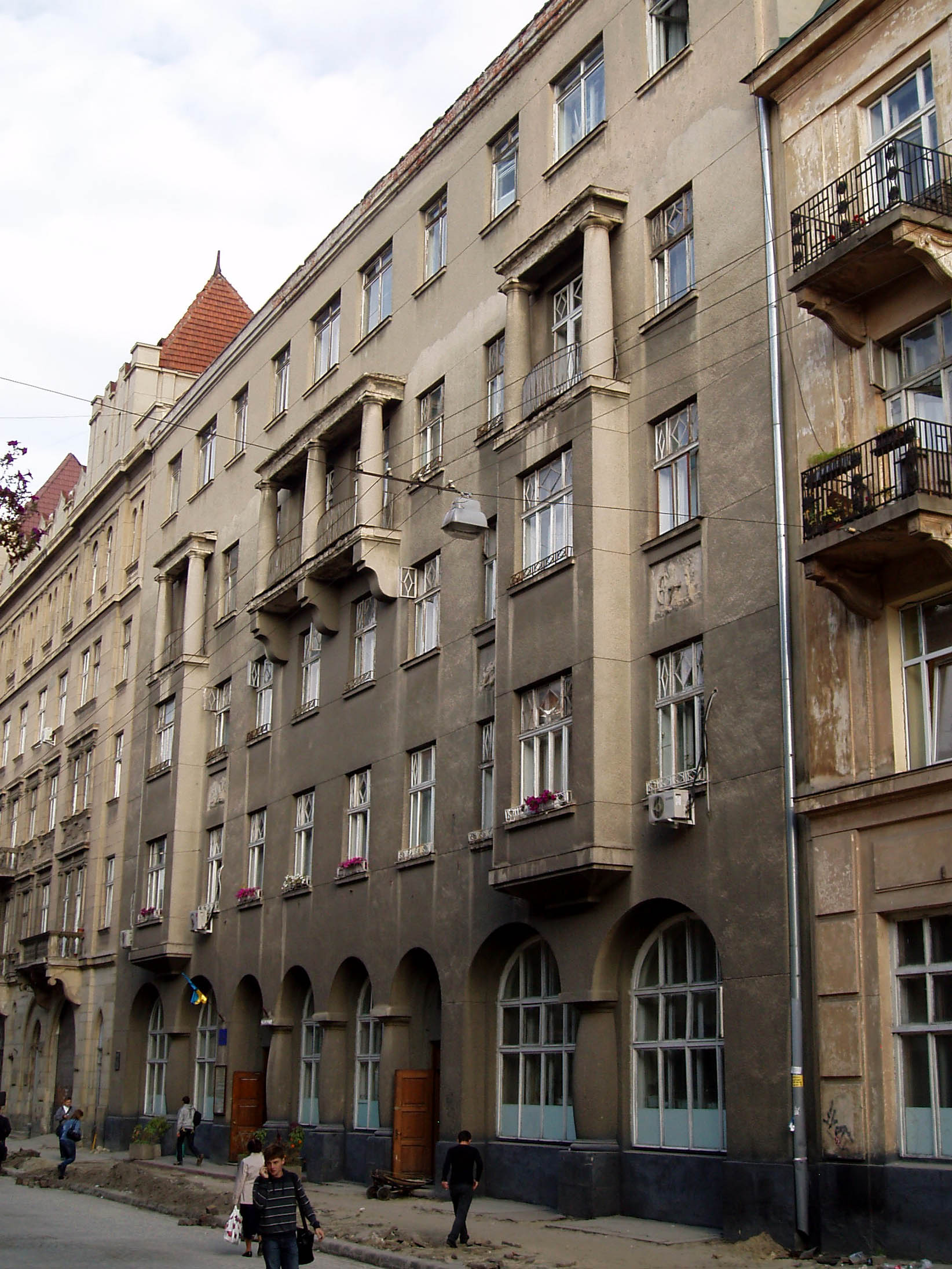
Колишній адміністративний будинок (вул. Пекарська, 1а)